# Gatačko govedo
Gatačko govedo je vrsta domaće goveđe pasmine u Hercegovini. U prošlosti to je u Hercegovini bila pasmina najrasprostranjenija goveđa pasmina uz bušu.
Nastalo je u okolici Gacka križanjem viptalca s domaćom bosanskom bušom. Prvo su krave križane s viptalskim i montaflonskim bikovima, a poslije s oberintalskim bikovima.
Gornja Hercegovina sa središtem u Gacku je glavno područje uzgoja gatačkog goveda. Pasminski sastav goveda oko većih gradova bio je šarolik zbog izmuznog gospodarstva. Na području Gacka, Nevesinja, Bileće, Berkovića i Kalinovika danas se uzgaja oko 8500 grla ove pasmine.
Prosječna godišnja muznost gatačkog goveda dosta se povećala. 1950-ih bila je oko 900 kg, a u boljim uzgojnim prilikama nekih državnih dobara muznost krava znatno je veća te je dosezala 1200 kg, dok je danas 3.600 kg na farmi, a u privatnom uzgoju je grla s više od 4.500 kg mlijeka. Masnoća kravljeg mlijeka u BiH 1950-ih je bila oko 4%. Pojedina grla znatno su iznad prosjeka. Mlijeko ovih krava danas ima s 3,9% masti i 3,4 bjelančevina.
Gatačko govedo karakteristične je sive boje. Prosječan proizvodni vijek je 7-8 godina. 
Krave su mase od 470 do 500 kg, visine grebena 125 cm i duljine trupa oko 150 cm. Prirast je od od 0.9 kg kod ženskih do preko 1,2 kod muških jedinki. Težina novooteljene teladi je u prosjeku oko 34 kg.
Gatački skorup ili kajmak je jedan od najpoznatijih proizvoda od mlijeka ovih krava.